# Qumayrah
Qumayrah (tiếng Ả Rập: قميرة, cũng đánh vần là Qmeiry hoặc Qumurine) là một ngôi làng ở phía bắc Syria nằm ở phía tây Homs thuộc tỉnh Homs. Theo Cục Thống kê Trung ương Syria, Qumayrah có dân số 310 người trong cuộc điều tra dân số năm 2004. Cư dân của nó chủ yếu là Alawites.